# Baron Burgh
Baron Burgh ist ein erblicher britischer Adelstitel (Barony by writ), der dreimal in der Peerage of England geschaffen wurde.

## Geschichte des Titels

### Erste Verleihung 1327
Erstmals wurde am 10. Dezember 1327 William de Burgh, 3. Earl of Ulster durch Writ of Summons aufgefordert, am königlich-englischen Parlament teilzunehmen. Er wurde darin als Willelmo de Burgh angesprochen, was nach moderner Rechtsauffassung den Titel Baron Burgh begründet. Er führte bereits den ererbten, 1264 in der Peerage of Ireland geschaffenen Titel Earl of Ulster; entsprechend wurde er zum Beispiel auch 1331 als Comes de Ulton angesprochen, um am königlichen Parlament zu irischen Angelegenheiten teilzunehmen. Die Baronie fand keine weitere urkundliche Erwähnung. De iure wäre sie als nachgeordneter Titel des Earls of Ulster spätestens 1461 erloschen, als sein entfernter Nachkomme, König Eduard IV., den Thron bestieg und der Titel somit mit der Krone verschmolz.

### Zweite und dritte Verleihung 1487/1529
Am 1. September 1487 erhielt der Ritter des Hosenbandordens Sir Thomas Burgh of Gainsborough durch König Heinrich VII. den Writ of Summons. Weitere Writs erhielt er in den folgenden Jahren bis 1495. Schon damals begründete ein Writ of Summons normalerweise eine erbliche Baronie, die mit einem ebenfalls erblichen Sitz im House of Lords verbunden war. Allerdings scheint dieser Sir Thomas Burgh seinen Sitz im Oberhaus tatsächlich nie eingenommen zu haben, und offizielle Urkunden benennen ihn bis zu seinem Tod 1496 als Ritter und nicht als Peer. Da insbesondere sein Sohn Edward Burgh nach Thomas’ Tod keinen Writ of Summons erhielt, ging man später davon aus, dass eine Peerage nicht entstanden sei, weil dazu angeblich auch die tatsächliche Einnahme des Sitzes gehören würde. Entsprechend dieser Auffassung, wurde es als Neuschaffung des Titels verstanden, als Sir Thomas Burghs Enkel Thomas Burgh am 2. Dezember 1529 von Heinrich VIII. durch den Writ of Summons zum Parlament berufen wurde; dieser nahm den Sitz auch tatsächlich ein. Tatsächlich war dies wohl auch die Rechtsauffassung der damaligen Zeit, 1536 rangierte die Baronie Burgh hinter den ebenfalls 1529 geschaffenen Baronien Hussey und Wentworth (die Rangfolge englischer Titel geschieht in der Zeitfolge ihrer Erschaffung). Die Nummerierung mit Thomas Burgh als 1. Baron Burgh (1529) und seiner Nachkommen als 2., 3. usw. Baron wurden beibehalten, bis der Titel 1602 beim Tod des 4. Barons wegen des Fehlens männlicher Erben in Abeyance fiel.
Nach langjähriger Abeyance seit 1602 petitionierte schließlich im Jahre 1916 ein Nachkomme der weiblichen Linie die Baronie. Das für die Entscheidungsvorbereitung über die Restitution zuständige Committee for Privileges and Conduct des Houses of Lords stellte fest, dass der Petent einen Anspruch auf den Titel habe und dass dieser Titel in der Rangfolge auf das Jahr 1487 (zum Writ of Summons für Sir Thomas Burgh) einordnete. Der Titel wurde von der Krone antragsgemäß für Alexander Henry Leith als Baron Burgh restituiert; jedoch führen die Barone Burgh auch fortan ihre Nummerierung gemäß der Zählung ab dem 1529 berufenen Thomas Burgh.

## Liste der Barone Burgh

### Barone Burgh, erste Verleihung (1327)
- William de Burgh, 3. Earl of Ulster, 1. Baron Burgh (1312–1333)

### Barone Burgh, zweite und dritte Verleihung (1487/1529)
- Thomas Burgh de jure 1. Baron Burgh (1431–1496)
- Edward Burgh, de jure 2. Baron Burgh (1464–1528)

- Thomas Burgh, 1. Baron Burgh (um 1488–1550)
- William Burgh, 2. Baron Burgh (1522–1584)
- Thomas Burgh, 3. Baron Burgh (1555–1597)
- Robert Burgh, 4. Baron Burgh (1594–1602) (Titel abeyant 1602)
- Alexander Henry Leith, 5. Baron Burgh (1866–1926) (Titel wiederhergestellt 1916)
- Alexander Leigh Henry Leith, 6. Baron Burgh (1906–1959)
- Alexander Willoughby Leith, 7. Baron Burgh (1935–2001)
- Alexander Gregory Disney Leith, 8. Baron Burgh (* 1958)

Voraussichtlicher Titelerbe (Heir apparent) ist der älteste Sohn des aktuellen Titelinhabers, Hon. Alexander James Strachan Leith (* 1986).